# Joel Glazer
Joel Glazer là một thành viên của gia đình Glazer, ông là con trai của Malcolm Glazer, Ông chủ của First Allied Corporation, Đội Bóng bầu dục Mỹ Tampa Bay Buccaneers của giải National Football League (NFL) ở Hoa Kỳ và Câu lạc bộ bóng đá Manchester United. Gia đình của ông có trụ sở tại Florida.

## Cuộc sống ban đầu và giáo dục
Glazer sinh ra trong một gia đình người Do Thái, con trai của bà Linda và ông Malcolm Glazer, doanh nhân và nhà tỷ phú Mỹ. Glazer đã tốt nghiệp đại học của Trường Đại học Hoa Kỳ ở Thành phố Washington, D.C. và hiện là Chủ tịch của Câu lạc bộ bóng đá Manchester United cùng với anh trai của ông Avram. Joel và Avram được chỉ định làm chủ tịch bởi người cha của họ là Malcolm Glazer.

## Sự nghiệp
Trong mùa giải 2002, Joel làm việc cùng với hai người anh em đó là Edward và Bryan, trong việc thuê một Huấn luyện viên trẻ đầy tài năng Jon Gruden, chỉ định làm Huấn luyện viên cho đội Bóng bầu dục Mỹ đó là Tampa Bay Buccaneers tại giải National Football League (NFL) ở Hoa Kỳ. Gruden trở thành tân Huấn luyện viên đầu tiên tại giải National Football League (NFL) dẫn dắt đội Bóng bầu dục Mỹ mới vô địch ngay mùa giải đầu tiên.
Glazer đã thiết kế một cơ sở đào tạo mới với một khu đất có diện tích khoảng 13 500 Mét vuông khi khu đất được mua lại, hứa hẹn một "cơ sở đào tạo đẳng cấp thế giới" môn Bóng bầu dục Mỹ và sẽ là cơ sở đào tạo tốt nhất tại giải National Football League. Cơ sở đào tạo này được khai trương trong mùa giải 2006, được xây dựng trên Trung tâm Tampa Bay cũ, trên một con đường phố từ Sân vận động Raymond James. Kể từ khi thành lập vào năm 1976, Tampa Bay đã thi đấu trên 30 mùa giải tại một nơi Buccaneer, một cơ sở đào tạo nằm gần sân bay quốc tế Tampa.